# Hans Psenner

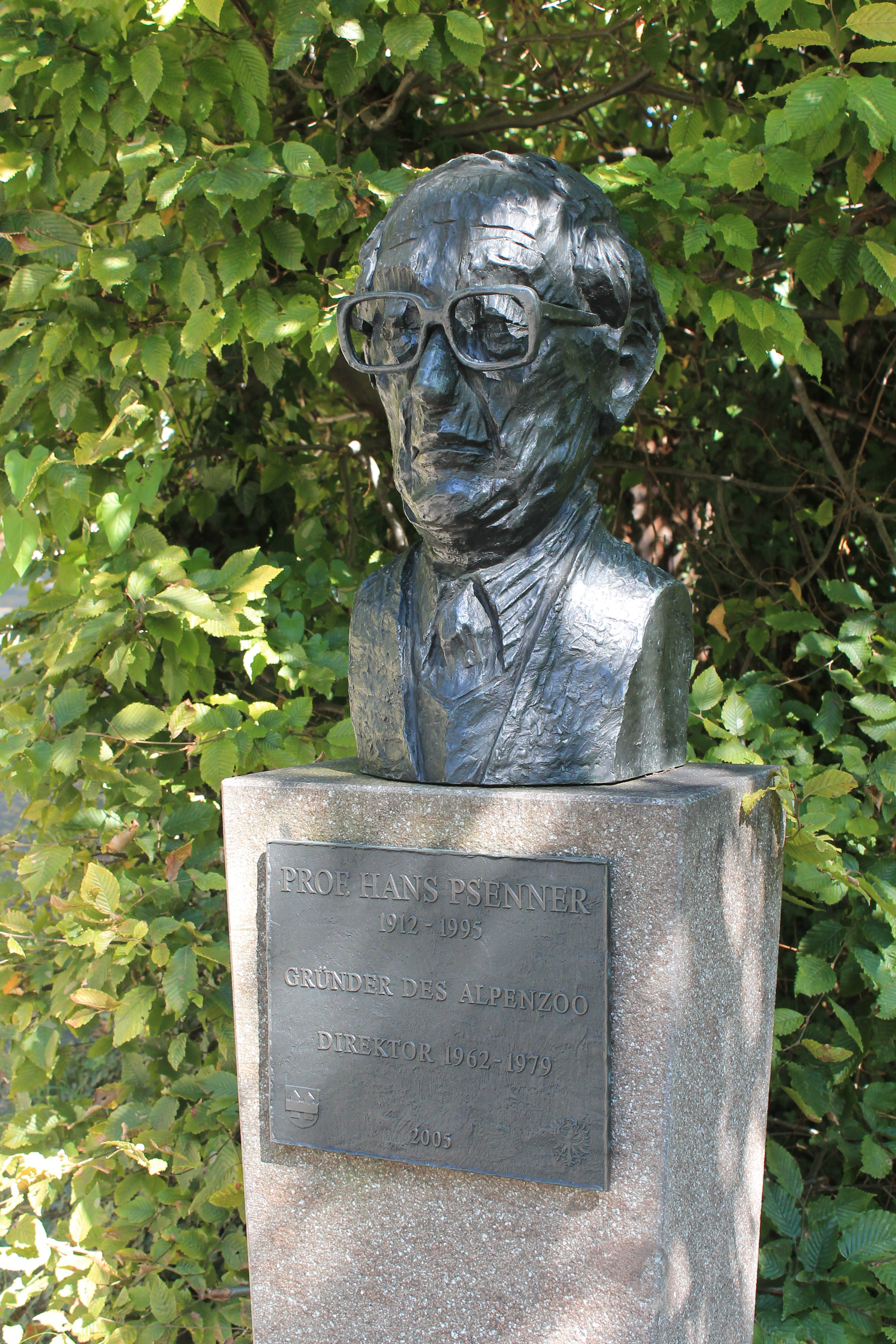
Büste von Hans Psenner im Alpenzoo

Hans Psenner (* 10. April 1912 in Kaltern bei Bozen; † 27. September 1995 in Innsbruck) war ein österreichischer Zoologe. Er gründete 1962 den Alpenzoo Innsbruck, den er bis 1979 leitete.

## Leben
Hans Psenner wurde mit Forschungen zum Verhalten der Murmeltiere bekannt. Als leidenschaftlicher Naturfreund befasste er sich schon seit seiner Jugendzeit in Nordtirol mit der Beobachtung verschiedener Alpentiere. Nach tiergärtnerischer Praxis im Münchner Tierpark Hellabrunn nahm er, schwerverwundet aus dem Zweiten Weltkrieg zurückgekehrt, seine tierkundlichen Arbeiten wieder auf, hielt zahlreiche Vorträge und veröffentlichte wissenschaftliche Publikationen. Über 350 Rundfunksendungen machten ihn über die Grenzen seines Heimatlandes Österreich hinaus bekannt. Seine intensiven Kenntnisse der alpinen Tierwelt waren die beste Voraussetzung dafür, dass unter seiner Leitung im September 1962 in Innsbruck ein Tiergarten geschaffen werden konnte, der den Lebensbedürfnissen der Tiere weitgehend entspricht und in idealer Weise der Erholung, dem Kennenlernen der einheimischen Tierwelt und zugleich dem Tierschutz dient. Alljährlich besuchen weit mehr als 200.000 Menschen aus aller Welt den Alpenzoo Innsbruck. Freundschaftliche Kontakte hielt Psenner mit vielen Zoodirektoren in aller Welt, darunter mit Bernhard Grzimek in Frankfurt/Main und Heinrich Dathe in Berlin. Der Weiherburgsteg über den Inn im Stadtteil Saggen wurde ihm zu Ehren in Hans-Psenner-Steg umbenannt.

## Werke
- Die Vipern Großdeutschlands. Ein Buch vom Leben und Treiben unserer heimischen Giftschlangen. Herausgegeben von der Reichsstelle für Naturschutz, Berlin, Gustav Wenzel & Sohn, Braunschweig 1939.
- Der Alpenzoo – Mein Leben, Perlinger Verlag, Wörgl 1982. ISBN 3-85399-032-X
- Tiere der Alpen. Tyrolia Verlag, Innsbruck 1992. ISBN 3-7022-1046-6.